# سنوباتي سلطان ماتارام

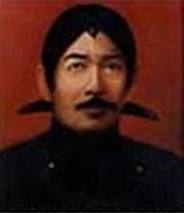
Panembahan Senopati Mataram

دانانج سوتاوي جايا (Danang Sutawijaya)، المعروف باسم بنمبهن سنوباتي (Panembahan Senopati)، كان مؤسس سلطنة ماتارام حيث حكم (1587-1601).

## لقبه
كان يحمل رسميًا لقب Panembahan Sénapati ing Alaga Sayidin Panatagama Khalifatullah Tanah Jawa والذي يعني «الحاكم الأعلى، قائد المحاربين، سيد الدين، صاحب الدين، خليفة الله بأرض جاوة»

## حياة سابقة
كان سنوباتي نجل كي أجينغ بماناهن، وهو قائد جاوي وخادم لجوكو تينكير، الذي حكم باسم هاديويجايا كسلطان باجانج.
وفقًا للتراث الجاوي، سنوباتي الذي كان الابن بالتبني لجوكو تينكير، إغتال آريا بينانغسانغ من جيبانج بانولا، مما جعله آخر وريث مباشر لسلاطين ديماك. وفاته أثبتت شرعية سلطنة باجانج.

## ولاية إلهية
يزعم كتاب التاريخ باباد تنه جاوي أن سنوباتي، في سعيه ليصبح الحاكم الأعلى لجاوة، كان له تحالف روحي مع نياي لورو كيدول (إلهة المحيط الهندي الجاوية). ومع ذلك، وفقا لباباد فإنه سنوباتي يستمد دعمه من الولي المسلم سونن كاليجاغا، الذي يُعتبر واحداً من الأولياء التسعة للإسلام في جاوة.

## الحكم
خلال فترة حكمه، التزمت المملكة بالتقاليد الجاوية، على الرغم من أن الإسلام قد أُدخل بالفعل إلى جاوة. واجهت ولاية باجانج المسلمة الجاوية (ومملكة ماتارام الهندوسية القديمة، التي ما زالت في نفس الموقع) مشكلة عندما سعى بنمبهن سنوباتي إلى تقويض سلطة ملك باجانج. كان سنوباتي قد غزا منطقة ماتارام نفسه وحوالي عام 1576 غزا باجانج وفرض الدين الجديد وأنشأ قصر الحكم. رفض حاكم ماتارم اعتناق الإسلام. حلت العديد من المشاكل التاريخية في عهد سنوباتي . ركز قواه الروحية من خلال التأمل والزهد. يعكس اعتماد سنوباتي على كل من سونان كاليجاغا ونياي لورو كيدول في السجلات التاريخية بوضوح تضارب أسرة ماتارام تجاه الإسلام والمعتقدات الجاوية الأصلية. كان الخط المستقيم بين جبل ميرابي في الشمال والبحر الجنوبي، مع مملكة ماتارام في الوسط، مفهومًا قويًا لعلم الكونيات بين الجاويين.
حفيد سنوباتي، السلطان أجونغ (السلطان العظيم، 1613-1645)، وُصف بأنه حاكم إسلامي عظيم وكان يُعتبر أعظم حكام ماتارام، على الرغم من قيام كل من سنوباتي والسلطان أغونغ بتأسيس اتصال مع آلهة المحيط الجنوبي لنياي رورو كيدول.

## روابط خارجية
- مملكة ماتارام والقصور الملكية - باللغة الإنجليزية